# 7 Samodzielny Pułk Czołgów Ciężkich
7 Samodzielny Pułk Czołgów Ciężkich (7 spczc) – oddział wojsk pancernych ludowego Wojska Polskiego.

## Historia
Pułk sformowany został na podstawie rozkazów organizacyjnych Naczelnego Dowódcy WP nr 58/org. z dnia 15 marca 1945 roku i nr 0107/org. z dnia 27 kwietnia 1945 roku według sowieckiego etatu Nr 010/460 samodzielnego pułku czołgów ciężkich gwardii (ros. Отдельный гвардейский тяжёлый танковый полк) z lutego 1944 roku. Zgodnie z etatem oddział powinien liczyć 396 żołnierzy oraz posiadać na uzbrojeniu 21 czołgów ciężkich IS-2. Organizacja jednostki rozpoczęta została w dniu 1 maja 1945 roku. Oddział otrzymał numer poczty polowej 84274. W dniu 10 maja 1945 roku stan ewidencyjny pułku liczył 100 żołnierzy (25% stanu etatowego), w tym 14 oficerów, 18 podoficerów i 68 szeregowych. Do czasu zakończenia działań wojennych w Europie jednostka nie zakończyła organizacji i nie otrzymała sprzętu pancernego. Na podstawie rozkazu organizacyjnego nr 00248/org. Naczelnego Dowódcy WP z dnia 14 września 1945 roku jednostka została rozformowana.